# Bis(diethylammonium)tetrachloridocuprat(II)
Bis(diethylammonium)tetrachloridocuprat(II) ist eine chemische Verbindung und gehört zur Gruppe der Cuprate. Es handelt sich um einen thermochromen Stoff.

## Gewinnung und Darstellung
Bis(diethylammonium)tetrachloridocuprat(II) wird durch die Reaktion von Diethylammoniumchlorid mit Kupfer(II)-chlorid in einer alkoholischen Lösung hergestellt.
{\displaystyle \mathrm {2[(C_{2}H_{5})_{2}NH_{2}]Cl+CuCl_{2}\cdot 2H_{2}O\longrightarrow [(C_{2}H_{5})_{2}NH_{2}]_{2}CuCl_{4}+2H_{2}O} }

## Eigenschaften

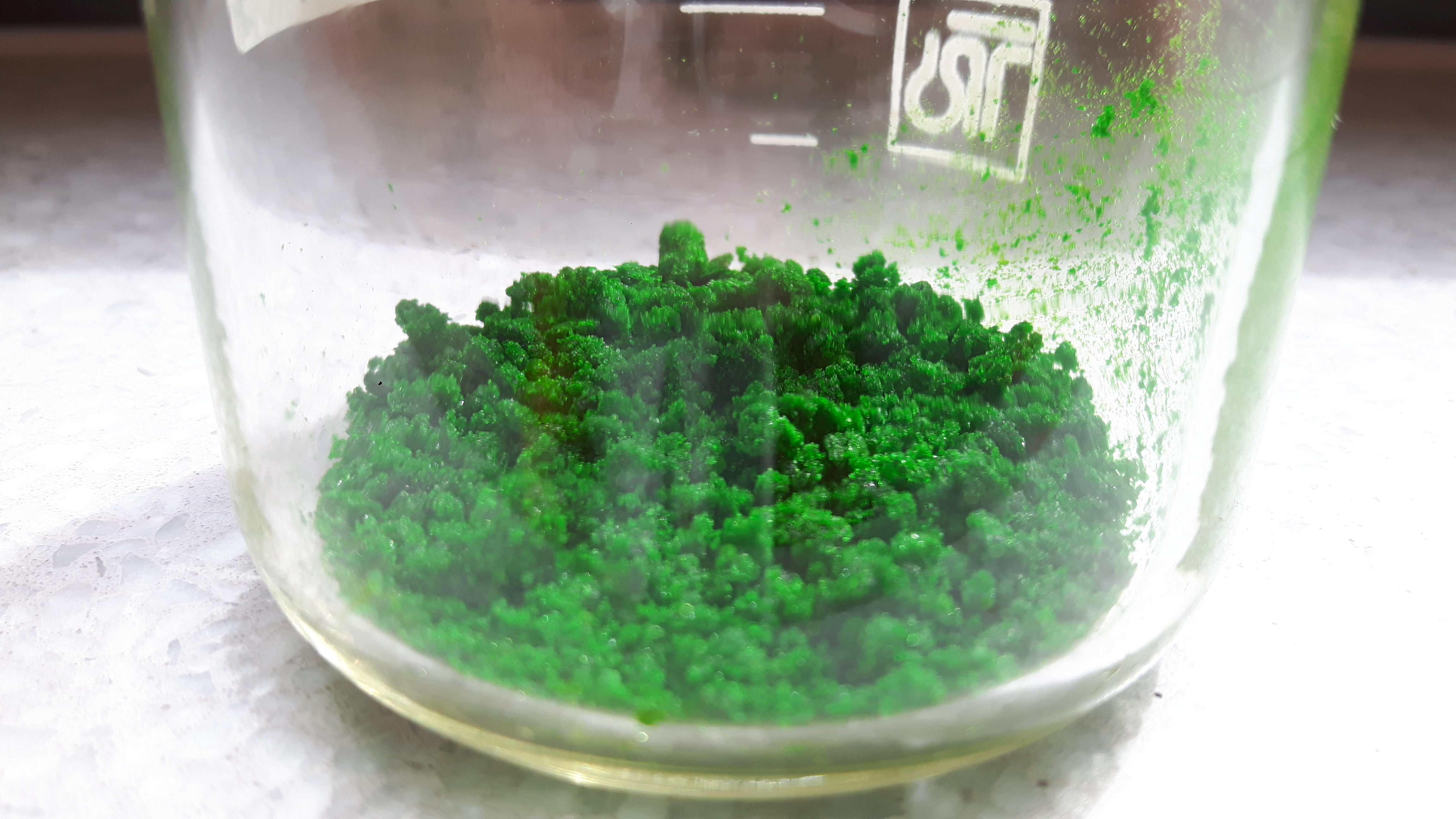
Bis(diethylammonium)tetrachloridocuprat(II) bei Raumtemperatur

Der grüne Feststoff besteht aus nadelförmigen Kristallen, die hygroskopisch sind. Er ist gut in Ethanol und schlecht in Isopropanol löslich. Ab einer Temperatur von 52 °C findet eine Phasenumwandlung erster Ordnung statt. Das verzerrt quadratisch-planare Cuprat-Ion wandelt sich in die verzerrt tetraedrische Form um, was zur Folge hat, dass sich das Absorptionsmaximum vom roten in den violetten Bereich verschiebt. Der Feststoff ändert die Farbe von Grün zu Gelb.
Die quadratisch-planare Struktur des Cuprats wird mithilfe von Wasserstoffbrückenbindungen stabilisiert ({\displaystyle {\ce {N{-}H{...}Cl}}}). Durch thermische Anregung wird diese Wasserstoffbrückenbindung geschwächt und es kommt zu der beschriebenen Umwandlung. Die Änderung der Stärke der Wasserstoffbrücken kann mithilfe eines Infrarot(IR)-Spektrums nachgewiesen werden, da es im Bereich der N-H-Streckschwingung (ca. 3067 cm−1) zu einer Änderung der Absorptionsbande kommt. Außerdem kann mit einem IR-Spektrum im fernen IR-Bereich gezeigt werden, dass die Koordination der Chloridionen am Cu-Ion sich von quadratisch-planar zu tetraedrisch ändert.

## Verwendung
Aufgrund der Instabilität gegenüber Feuchtigkeit und seines spezifischen Temperaturbereichs findet dieser thermochrome Stoff keine technische Anwendung. Zu Lehr- und Übungszwecken ist er jedoch gut einsetzbar, da er unkompliziert herstellbar ist und sich mit gängigen Labormethoden, wie einem IR-Spektrometer oder einem UV/Vis-Spektrometer, untersuchen lässt.